# مورج شهرك (مقاطعة فيروزآباد)
مورج شهرك (بالفارسية: مورج شهرک) هي قرية تقع في قسم أحمد آباد الريفي في إيران. يقدر عدد سكانها بـ 648 نسمة بحسب إحصاء 2016.